# Werner Welte
Werner Welte (* 2. Februar 1948 in München; † 17. September 1995) war ein deutscher Anglist.

## Leben
Nach der Promotion zum Dr. phil. in Köln 1977 war er von 1980 bis 1995 Professor (C2) für Englische Philologie in Hamburg.

## Schriften (Auswahl)
- Negationslinguistik. Ansätze zur Beschreibung und Erklärung von Aspekten der Negation im Englischen. München 1978, ISBN 3-7705-1567-6.
- Die englische Gebrauchsgrammatik. Geschichte und Grundannahmen. Tübingen 1985, ISBN 3-87808-817-5.
- Sprache, Sprachwissen und Sprachwissenschaft. Eine Einführung, linguistische Propädeutik für Anglisten. Frankfurt am Main 1995, ISBN 3-631-48701-0.
- Englische Morphologie und Wortbildung. Ein Arbeitsbuch mit umfassender Bibliographie. Frankfurt am Main 1996, ISBN 3-631-49914-0.